# Jan Hald
Jan Schøn Hald (født 23. november 1960 i Vanløse, død 30. oktober 2019 i Herlev) var en dansk fodbolddommer.
I 1984 blev Hald uddannet dommer, og fik i 1993 debut i 2. division. Han kom i 1997 op i Superligaen og blev to år senere udpeget som FIFA-dommer.
Hald dømte den danske pokalfinale i 1999 mellem AB og AaB.
Han nåede at dømme 62 kampe i Superligaen, inden han i august 2001 måtte indstille karrieren på grund af en kronisk skade i lægmusklen.
Halds første internationale kamp var i 1999, hvor han var opmanden i en kvalifikationskamp til Champions League 1999/2000 mellem lettiske Skonto Riga og Jeunesse d′Esch fra Luxembourg. 
Jan Hald har efter han stoppede som topdommer dømt en del velgørenhedskampe.
Jan Hald var ansat som service- og ejendomschef i en finansiel virksomhed.